# Kroyo (Gebang)
Kroyo is een bestuurslaag in het regentschap Purworejo van de provincie Midden-Java, Indonesië. Kroyo telt 1880 inwoners (volkstelling 2010).